# 美星町
美星町（びせいちょう）は、かつて岡山県の西南部 (小田郡) にあった町。天文家の間では日本で初めて光害防止条例を施行・実施した街として知られていた。現在は井原市に編入され、町役場は井原市役所美星支所となっている。井原市に編入されたものの矢掛町への通勤通学が多く、買い物も矢掛町へ行くことが多い。また消防、警察、郵便なども矢掛町内の機関が管轄している。

## 町勢
町名にちなみ「天文の町」を自認して、それにちなんだ町興しを行っていた。1993年に美星天文台が開設され、2000年より美星スペースガードセンターが併設されている。また、この町興しは井原市編入後も地域内イベントとして受け継がれている。

## 地理
吉備高原の南部に位置し、平均標高300mの準高原地帯となっている。酪農などを中心とした農業が盛んである。

## 沿革
- 1954年（昭和29年）6月1日 - 小田郡美山村・堺村・宇戸村、川上郡日里村の4村が合併し町制を施行。町名は町内を流れる美山川と星田川の一字ずつから美星町と名付けられた。発足時の人口は10,788人。
- 1985年（昭和60年） - 町民の模範となる優れた記録を持つ者を、町民チャンピオンとして認定して認定証と楯を贈る「繁栄条例」を制定。「ファミリー年齢チャンピオン」「カップル年齢チャンピオン」「晩酌チャンピオン」「子宝チャンピオン」「献血チャンピオン」「動物飼育チャンピオン」「有段者チャンピオン」の7つの「町民チャンピオン」が存在した。
- 1989年（平成元年）11月22日 - 全国初の光害を対象とした「星空を守るための専門条例」である「美しい星空を守る美星町光害防止条例」を制定・施行した（公害を防止するための条例の一部として「光害」を対象とした条項を設けた条例はあったが、光害を専門として扱う条例はこれが全国初である）。
- 2005年（平成17年）3月1日 - 後月郡芳井町とともに井原市へ編入される。

## 地域

### 教育
- 美星町立美星小学校
- 美星町立美星中学校

両校とも現在は井原市立となっている。

## 交通

### 鉄道路線
町内を通る鉄道路線はない。
最寄駅は小田郡矢掛町の矢掛駅。同町小田駅も近いが、比較的多い間隔で、矢掛駅行のバスが出ているため、矢掛駅の利用が多い。

### 道路
- 町内を通る高速道路はない。
- 町内を通る一般国道
  - 国道313号（ロマンチック街道313）
- 町内を通る県道
  - 岡山県道35号倉敷成羽線
  - 岡山県道48号笠岡美星線
  - 岡山県道77号美星高山市線
  - 岡山県道166号美袋井原線
  - 岡山県道291号黒忠井原線
  - 岡山県道292号黒忠明治線
  - 岡山県道293号宇戸谷高梁線
  - 岡山県道407号野上矢掛線

## 名所・旧跡・観光スポット・祭事・催事
- 美星天文台
- 中世夢が原